# Distretto di Hongxing
Il distretto di Hongxing (红星区S, Hóngxīng QūP) è un distretto della Cina, situato nella provincia di Heilongjiang e amministrato dalla prefettura di Yichun.